# لیگ برتر والیبال زنان ایران ۱۴۰۱
لیگ برتر والیبال زنان ایران ۱۴۰۱ بیست و دومین دوره از لیگ برتر والیبال زنان ایران بود که در ۲۲ مهرماه آغاز شد.
این مسابقات با حضور ۸ تیم و در دو مرحله برگزار شد.

## تیم‌های حاضر
مس رفسنجان، صدیق گفتار وارنا، پیکان تهران، جهان بین‌چهارمحال، ذوب‌آهن اصفهان، طلوع‌مهر یزد، سایپا تهران و سریک گنبد، هشت تیم حاضر در این مسابقات بودند. در مجموع ۱۹۹ نفر به عنوان بازیکن و اعضای کادر فنی در قالب این هشت تیم در لیگ برتر والیبال زنان ۱۴۰۱ با هم به رقابت می‌پردازند.

## برگزاری بازی‌ها

### مرحله مقدماتی
مرحله مقدماتی لیگ به صورت رفت و برگشت و در یک گروه برگزار شد. نتایج پایانی دور مقدماتی در پایان هفته ۱۴ام به شرح زیر است:
| رتبه | تیم              | برد | امتیاز |
| ---- | ---------------- | --- | ------ |
| ۱    | پیکان تهران      | ۱۳  | ۳۹     |
| ۲    | سریک گنبد        | ۱۳  | ۳۸     |
| ۳    | سایپا تهران      | ۱۰  | ۳۰     |
| ۴    | ذوب‌آهن اصفهان    | ۸   | ۲۵     |
| ۵    | مس رفسنجان       | ۵   | ۱۵     |
| ۶‍‍‍‍‍‍‍‍‍‍‍‍‍‍‍‍‍‍‍‍‍    | طلوع‌مهر یزد      | ۵   | ۱۵     |
| ۷    | جهان‌بین چهارمحال | ۱   | ۳      |
| ۸    | صدیق گفتار وارنا | ۱   | ۳      |

### مرحله نهایی
۴ تیم برتر سایپا، ذوب‌آهن، سریک گنبد و پیکان در مرحله نهایی شرکت کردند. تمام دیدارهای این مرحله در فاصله پنج‌شنبه ۶ام تا جمعه ۲۱ام بهمن برگزار شد.‌‌‌‌‌ در این مرحله تیم پیکان در ۲ بازی رفت و برگشت با نتایج ۳-۰ تیم ذوب‌آهن را شکست داد و به فینال رسید. در دیگر دیدار نیز تیم سریک گنبد با سایپا دیدار می‌کند.

## رده‌بندی پایانی
در جدول رده‌بندی نهایی تیم‌های اول، دوم و سوم به ترتیب اول تا سوم شدند.
| جدول نهایی لیگ برتر والیبال زنان ایران ۱۴۰۱ | جدول نهایی لیگ برتر والیبال زنان ایران ۱۴۰۱ | جدول نهایی لیگ برتر والیبال زنان ایران ۱۴۰۱  |
| رتبه                                        | تیم                                         | امتیاز                                       |
| ------------------------------------------- | ------------------------------------------- | -------------------------------------------- |
| ۱                                           |                                             | صعود به مسابقات قهرمانی باشگاه های زنان آسیا |
| ۲                                           |                                             |                                              |
| ۳                                           |                                             |                                              |
| ۴                                           |                                             |                                              |

## آمار و رکوردها

### برترین بازیکنان
در پایان این مسابقات بهترین بازیکنان در پست‌های مختلف معرفی شدند:
ارزشمندترین بازیکن:
بهترین مدافعان:
بهترین مهاجمان:
بهترین لیبرو:
بهترین پاسور:
بهترین قطر پاسور:

## اعضای تیم‌های برتر
اسامی بازیکنان و کادر فنی ۳ تیم برتر مسابقات عبارت است از:
تیم قهرمان:
تیم نایب قهرمان:
تیم سوم: